# Šípková Růženka (film, 1959)
Šípková Růženka (v anglickém originále Sleeping Beauty) je americký animovaný film z dílny Walta Disneye. Natočili jej roku 1959 režiséři Clyde Geronimi, Les Clark, Eric Larson, a Wolfgang Reitherman. Jde o klasický romantický filmový muzikál, celkově 16. snímek z tzv. animované klasiky Walta Disneye.

## Děj
V úvodní scéně filmu, která se odehrává po narození princezny Jitřenky (v anglickém originále se jmenuje Aurora), přichází na královský dvůr vybraní hosté složit složit svůj hold a přinášejí Jitřence své dary. Přichází také přítel Jitřenčina otce, krále Stephana, král Hubert společně s malým synkem, princem Filipem. Oba králové jsou již domluveni, že v budoucnu obě své děti vzájemně sezdají a spojí tak obě své královské říše. Poté přicházejí dobré tři víly-sudičky (v češtině nazvané Flóra, Fauna a Počasíčko) věnují princezně Jitřence vzácné dary: první daruje krásu, druhá pak zpěv, nicméně nedokážou zabránit zlé paní (Paní všeho zla, v češtině nazvaná Zloba), která se zlobí na krále za to, že nebyla na tuto slavnost pozvána, aby ji předurčila k budoucnosti věčně spící dívky. Zlá paní princezně přisoudí zlý osud, princezna se v den svých 16. narozenin do západu slunce píchne o hrot vřetene kolovratu do prstu a zemře. Poslední dobrá víla-sudička (Počasíčko), která ještě nestihla předat svůj dar její osud dokáže pouze zmírnit, princezna nezemře, ale jen usne, z tohoto věčného spánku ji dokáže probudit pouze polibek, který dostane z lásky.
Princeznin otec král Stephan na to reaguje tak, že nechá sebrat všechny kolovraty v celém svém království, položit je na hranici a dá je všechny bez náhrady spálit. Dobré víly-sudičky však tuší, že to nebude stačit, proto se rozhodnou, že přemluví krále Stephana a Jitřenku ze zámku odvedou a vychovají ji tajně samy daleko od zámku v lese v dřevorubecké chaloupce v lesním údolí pod jménem Šípková Růženka. Zde budou žít jako tři prosté venkovské ženy až do princezniných 16. narozenin. V ten den chystají pro princeznu velké překvapení, chtějí darovat nové královské šaty a upéct velký narozeninový dort, nicméně se u toho začnou hádat a škorpit. Paní všeho zla (Zloba) je na svém hradě v Zakázaných horách velice rozzlobena, neboť po 16 let nemá vůbec žádné tušení, kde se princezna Jitřenka skrývá, její pomocníci nedokážou její lesní úkryt odhalit. Proto vyšle svého přítele havrana na průzkum. Princezna Jitřenka alias Šípková Růženka se v lese kamarádí se zvířátky, prozpěvuje si při sběru lesních plodů, což náhodou zaslechne princ Filip, který tudy projíždí na svém koni Samsonovi. Kůň Samson se lekne a shodí Filipa do vody, ten si pověsí svůj plášť i klobouk na větev, aby uschl. Zde ho objeví lesní zvířátka, která začnou princezně Jitřence předvádět jejího vysněného prince, jeho kůň Samson i princ Filip však vidí jak mu zvířátka odnášejí jeho vysoké jezdecké boty, klobouk a plášť, což ho nakonec přivede k Jitřence. Oba však vůbec netuší, že Jitřenka je princezna a že jsou oba již od dětství zasnoubeni. Zpívají a tančí spolu na pasece, oba se po chvilce do sebe zamilují. V dřevorubecké chaloupce se tři víly-sudičky hádají o dort a o barvu princezniných královských šatů (růžová versus modrá). Při své vádě používají své kouzelné hůlky, což způsobuje, že z komína chaloupky vychází střídavě modrý a růžový dým, který se navíc i blýská a světélkuje do dálky. To napomůže havranovi, pomocníkovi Paní všeho zla Zloby, lesní chaloupku nalézt (je z dálky z ptačí perspektivy velmi dobře vidět kvůli světélkujícímu kouři), takže velmi snadno objeví Jitřenčin lesní úkryt. Víly-sudičky princezně prozradí její královský původ a obdarují ji i královskou korunkou, nakonec smutnou princeznu odvádějí domů zpět na královský hrad (Jitřenka vůbec neví, že zamilovala do prince Filipa, se kterým je zasnoubena a proto je velice smutná). Princ Filip se kvůli neznámé venkovské dívčině také pohádá se svým otcem králem Hubertem a ze Stephanova zámku odjede na svém koni Samsonovi pryč zpět do lesa. Nicméně Paní všeho zla (Zloba) odláká smutnou princeznu Jitřenku těsně před západem slunce do vysoké hradní věže, kde ji nechá píchnout o hrot vřetene svého vlastního kouzelného kolovratu. Zde ji pak najdou spící dobré tři víly-sudičky, které samy, ač velice smutné, posléze uspí celý zbytek království, tak aby utišily bolest všech lidí z princeznina věčného spánku. Princ Filip se v té době vrací na koni Samsonovi do lesní chaloupky v údolí na domluvenou schůzku se svou neznámou milou dívkou. Tady na něj ale již čeká Paní všeho zla (Zloba). Ta ho zde zajme a spoutaného si ho násilím odvede na svůj hrad v Zakázaných horách, kde jej uvězní. Dobré tři víly-sudičky se však okamžitě vydají do Zakázaných hor prince vysvobodit. Nakonec nejenže zničí všechny jeho železná pouta, řetězy a okovy, ale obdarují ho i kouzelným mečem a štítem. Kromě toho mu svými kouzly aktivně pomáhají proti silám zla během jeho útěku z hradu i ze Zakázaných hor. Dobrá víla Počasíčko ještě stihne zaklít zlého pomocníka havrana do sochy – zlý pták zkamení. Na cestě zpět však Paní všeho zla klade různé další nástrahy. Království Paní Zloba prokleje a nechá zarůst celý hrad krále Stephana hustými trnitými dřevinami, kterými si musí princ, za vydatné pomocí všech 3 dobrých vil-sudiček, mečem pracně prosekat cestu. Princ Filip tuto překážku zdolá, nakonec ale musí také bojovat se zlým drakem, ve kterého se nakonec promění Paní všeho zla (Zloba). Drak chrlí z tlamy oheň, nicméně dobré víly-sudičky princův meč znovu očarují a pomohou mu draka zabít ranou do srdce, kletba nad královstvím mizí. Princ poté nalezne spící princeznu Jitřenku ve věži, tu pak probudí svým polibkem z lásky. Na závěr filmu princ s princeznou společně tancují valčík a dobré víly se opakovaně spolu škorpí o barvu princezniných šatů, pomocí svých kouzelných hůlek střídavě mění jejich barvu (modrá versus růžová).

## Ocenění
Snímek byl nominován na Oscara v kategorii nejlepší hudba.

## České znění
Snímek byl, včetně všech filmových písní, kompletně předabován do češtiny, texty písní přebásnil Eduard Krečmar.
- Iveta Dufková – Jitřenka/Růženka
- Jan Ježek – princ Filip
- Hana Talpová – Zloba
- Jitka Morávková – Fauna
- Ludmila Molínová – Flora
- Jana Drbohlavová – Počasíčko
- Antonín Molčík – král Hubert
- Dalimil Klapka – král Štěpán
- Vladimír Fišer – vypravěč/titulky
- Režie českého znění – Marie Fronknová
- Hudební režie – Zoltán Liška
- Zvuk – Lubomír Zajíc
- Překlad – Gina Dolejšová
- Střih – Jana Stejskalová
- Produkce – Jaromír Šindelář

Vyrobilo AB Barrandov studio dabing 1995.